# Schienenverkehr in Bhutan
Im isolierten Königreich Bhutan gibt es keine Eisenbahn, jedoch bestehen Projekte zum Anschluss an das Eisenbahnnetz von Indien.

## Eisenbahnverbindung mit Indien

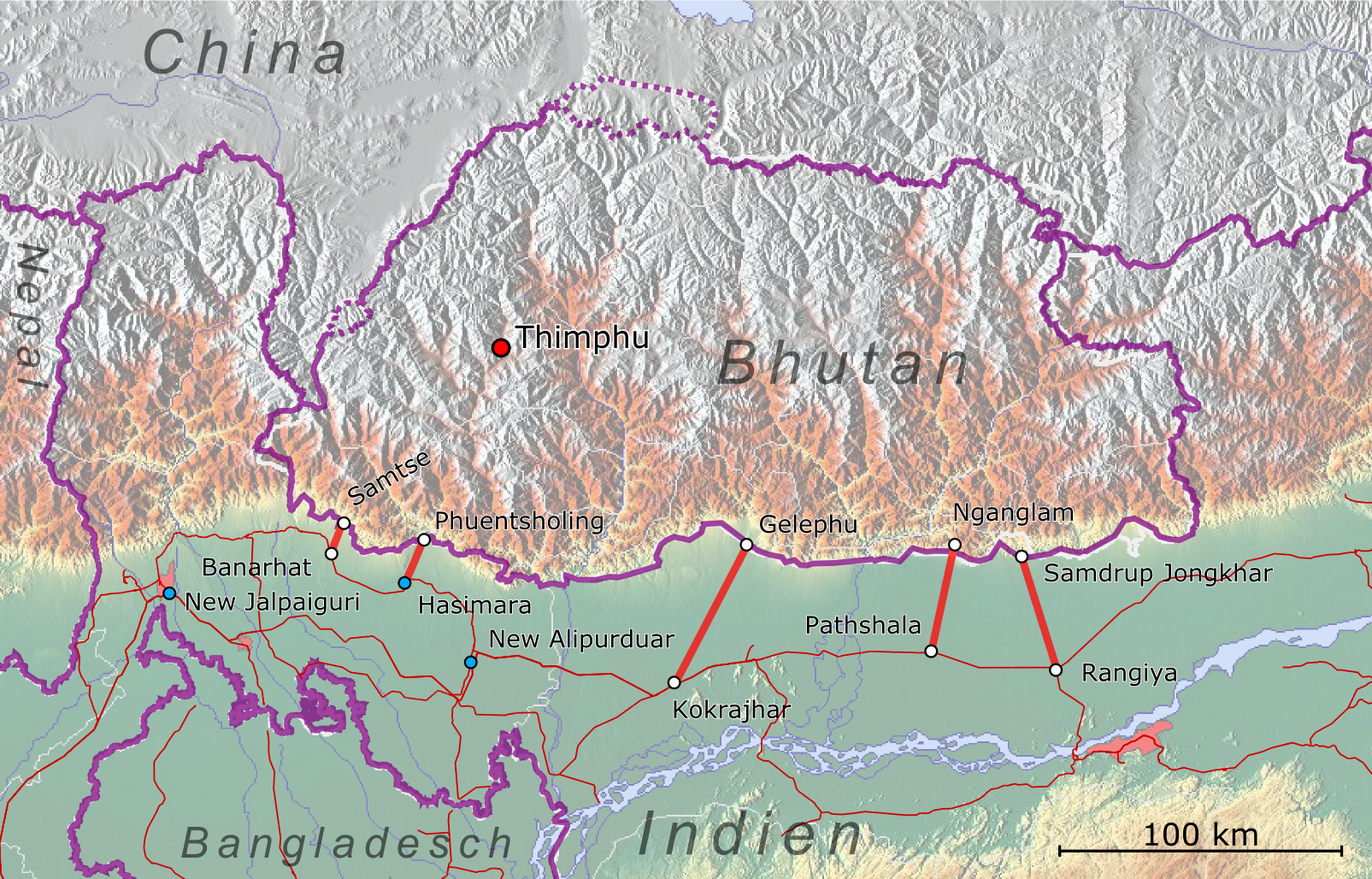
Vorgeschlagene Strecken für die Anbindung Bhutans an das indische Eisenbahnnetz

Indiens Look-East-Politik ist ein Versuch, umfassende wirtschaftliche und strategische Beziehungen zu den Nationen Südostasiens zu pflegen, um seine Position als regionale Macht zu behaupten und ein strategisches Gegengewicht zur Außenpolitik Chinas zu bilden. Im Rahmen dieser Erwägungen untersuchte Indian Railways die Möglichkeit, Eisenbahnverbindungen durch die Nordost-Region zu bauen und damit die Staaten Nepal, Bhutan, Bangladesch und Myanmar an das indische Schienennetz anzuschließen. Umgekehrt hat die Regierung Bhutans erkannt, dass eine Eisenbahnverbindung mit Indien eine signifikante Kapazitäts- und Effizienzsteigerung für den Import- und Export bedeuten würde, weil die Transportkosten geringer ausfallen würden. Im Januar 2005 unterzeichneten Bhutan und Indien eine Absichtserklärung für den Bau eines Eisenbahnanschlusses.
Ungefähr im Mai 2017 legte die Northeast Frontier Railway dem Außenministerium Machbarkeitsstudien über eine Bahnanbindung Bhutans vor. Zu den fünf realisierbaren Schienenverbindungen gehören folgende Strecken: Von Kokrajhar in Assam nach Gelephu in Bhutan (57 km), von Pathshala nach Nganglam (51,15 km), von Rangiya nach Samdrup Jongkhar (48 km), von Banarhat in Westbengalen nach Samtse in Bhutan (23 km) und schließlich von Hasimara in Westbengalen nach Phuentsholing in Bhutan (17,52 km). Am meisten Aussicht auf Umsetzung hat die Verbindung nach Phuentsholing, wo sich ein Industriezentrum befindet. Die Bahnstrecke soll die Privatwirtschaft fördern. Im Juni 2011 hat die Regierung Bhutans Toribari auf dem Gebiet von Phuentsholing als geeigneten Standort für einen Trockenhafen festgelegt. Zusammen mit den wieder geöffneten Grenzübergängen an Bahnstrecken von Indien nach Bangladesch würde Bhutan einen Zugang zu den Häfen des Landes erhalten, wobei die wichtigsten Mongla und Chittagong sind.
Heute wird der meiste Verkehr nach Bhutan über den Bahnhof New Jalpaiguri bei Siliguri abgewickelt, wo Reisende entweder auf Sammeltaxis oder in Autobusse umsteigen. Andere Optionen für den Wechsel auf ein Straßenverkehrsmittel sind die Bahnhöfe Hasimara und New Alipurduar.
2025 hat die Indian Railways einen detaillierten Projektbericht für eine 69,04 km lange Eisenbahnlinie fertiggestellt, die Kokrajhar in Assam mit Gelephu in Bhutan verbinden soll. Insgesamt soll sie Strecke sechs neue Stationen und zahlreiche Brücken umfassen.